# Nők választójoga

Nők választójoga világszerte
Jelmagyarázat:
1910 előtt
1911–1920
1921–1930
1931–1940
1941–1950
1951–1960
1961–1970
1971–1980
1980 után
Nincsenek választások

A nők választójoga először a 18. század elején vált fontos témává. Általában liberális pártok adták meg a nőknek szavazati jogukat, ezzel lényegében megnövelve saját szavazótáboruk létszámát. Nemzetközi szervezetek is létrejöttek a cél megvalósításának érdekében.
Gyakran megesett, hogy országokban egyes nőknek megadták, majd később elvették szavazati jogát (például Svédország és New Jersey). Az első terület, ahol napjainkig megszakítás nélkül szavazhattak nők, a Pitcairn-szigetek voltak, ahol 1838 óta tehetik le voksukat választásokon. A Hawaii Királyság területén 1840-től volt általános szavazójoga minden polgárnak, de ezt később, 1852-ben visszavonták. Az 1869-et követő években a Brit és az Orosz Birodalmak több területén is megkapták a szavazati jogukat a nők, amik közül sok később független állam lett, mint Ausztrália, Finnország és Új-Zéland. Egyes amerikai államokban, mint Wyoming (1869) és Utah (1870), szintén a nemzet többi területe előtt kaptak szavazójogot a nők. 1881-ben a Man-szigeten minden nő, akinek volt tulajdonában föld, szavazati jogot kapott, míg Dél-Ausztrália kolóniában 1894-ben szavazhatott minden nő, egy évvel később pedig parlamenti pozícióért is indulhattak. Szövetségi szinten Ausztráliában erre csak 1902-ben került sor.
Sok helyen a nők szerepe az első világháborúban hozott komolyabb változást. A két világháború közötti időszakban többek között Ausztria, az Egyesült Államok, az Egyesült Királyság, Hollandia, Kanada és Németország is szavazati jogot adott nőknek, jelentős kivételek Franciaország, Görögország és Svájc voltak. Magyarországon ugyan egyes nők már 1918-ban is kaptak jogot szavazásra, az ország minden női polgára csak 1945-ben kapta meg ezt a lehetőséget. Az utolsó európai területek, amik megadták a nőknek szavazati jogukat Liechtenstein (1984) és a svájci Appenzell Innerrhoden kanton voltak, míg a Vatikánban napjainkig is csak férfiak szavazhatnak (hiszen egy csak férfiakból álló abszolút választásos monarchia).

## Kronologikus lista
| Év   | Ország/Terület                                          | Megjegyzés                                                                                          |
| ---- | ------------------------------------------------------- | --------------------------------------------------------------------------------------------------- |
| 1689 | Frízföld                                                | Csak földtulajdonosok.                                                                              |
| 1718 | Svédország                                              | Adófizető céhtagok helyi (1758-ig) és országos (1772-ig) választásokon.                             |
| 1734 | Svédország                                              | Adófizető felnőtt nők, akik földtulajdonosok is, csak helyi választásokon.                          |
| 1755 | Korzikai Köztársaság                                    | Az országgyűlésben (1769-ig, Franciaország része lett).                                             |
| 1776 | New Jersey                                              | Csak földtulajdonosok (1807-ig).                                                                    |
| 1832 | Pitcairn-szigetek                                       | Általános szavazatjog.                                                                              |
| 1840 | Hawaii Királyság                                        | Általános szavazatjog (1852-ig).                                                                    |
| 1848 | Toszkánai Nagyhercegség                                 | Általános szavazatjog.                                                                              |
| 1853 | Új-granadai Köztársaság                                 | Általános szavazatjog (nőktől pár évvel később megvonják).                                          |
| 1856 | Norfolk-sziget                                          | Általános szavazatjog.                                                                              |
| 1861 | Dél-Ausztrália                                          | Csak ingatlantulajdonosok.                                                                          |
| 1862 | Svédország                                              | Csak helyi választásokon, a szavazat adózástól függött.                                             |
| 1862 | Argentína                                               | Csak helyi választásokon, és csak írástudóknak.                                                     |
| 1863 | Finn Nagyhercegség                                      | Csak vidéken és csak helyi választásokon.                                                           |
| 1864 | Cseh Királyság                                          | Csak adófizető és tanult nők.                                                                       |
| 1869 | Nagy-Britannia és Írország Egyesült Királysága          | Csak adófizető nők és csak helyi választásokon.                                                     |
| 1869 | Wyomingi Terület                                        | Általános szavazatjog.                                                                              |
| 1870 | Utah Terület                                            | Általános szavazatjog (1887-ig).                                                                    |
| 1872 | Finn Nagyhercegség                                      | Országszerte, de csak helyi választásokon.                                                          |
| 1881 | Horvát-Szlavónország                                    | Csak adófizető nők és csak helyi választásokon (1895-ig).                                           |
| 1881 | Man sziget                                              | Csak ingatlantulajdonosok.                                                                          |
| 1884 | Ontario                                                 | Csak özvegyek, nem házasodott idős nők, és csak helyi választásokon.                                |
| 1887 | Kansas                                                  | Csak városi választásokon.                                                                          |
| 1893 | Új-Zéland                                               | Általános szavazatjog. Az első kolónia, amelyben szavazatot kapnak nők.                             |
| 1893 | Cook-szigetek                                           | Általános szavazatjog.                                                                              |
| 1893 | Colorado                                                | Általános szavazatjog.                                                                              |
| 1895 | Dél-Ausztrália                                          | Általános szavazatjog.                                                                              |
| 1895 | Nagy-Britannia és Írország Egyesült Királysága          | Nem házasodott és egyes házasodott nők, de csak helyi választásokon.                                |
| 1896 | Utah                                                    | Általános szavazatjog.                                                                              |
| 1896 | Idaho                                                   | Általános szavazatjog.                                                                              |
| 1899 | Nyugat-Ausztrália                                       | Csak fehér nőknek, színesbőrű nők közül csak ingatlantulajdonosoknak.                               |
| 1901 | Dél-Ausztrália                                          | Általános szavazatjog.                                                                              |
| 1901 | Nyugat-Ausztrália                                       | Általános szavazatjog, faji korlátozásokkal.                                                        |
| 1902 | Ausztrália                                              | Csak brit származású ausztrálok.                                                                    |
| 1902 | Új-Dél-Wales                                            | Általános szavazatjog.                                                                              |
| 1903 | Tasmania                                                | Általános szavazatjog.                                                                              |
| 1905 | Lettország                                              | Általános szavazatjog.                                                                              |
| 1905 | Queensland                                              | Csak európai származású ausztrálok.                                                                 |
| 1906 | Finn Nagyhercegség                                      | Általános szavazatjog.                                                                              |
| 1906 | Vanuatu                                                 | Csak telepeseknek és csak helyi választásokon.                                                      |
| 1908 | Dánia                                                   | Csak helyi választásokon.                                                                           |
| 1908 | Victoria                                                | Csak tagállami választásokon.                                                                       |
| 1910 | Washington                                              | Általános szavazatjog.                                                                              |
| 1911 | Kalifornia                                              | Általános szavazatjog.                                                                              |
| 1912 | Oregon                                                  | Általános szavazatjog.                                                                              |
| 1912 | Kansas                                                  | Általános szavazatjog.                                                                              |
| 1912 | Arizonai Terület                                        | Általános szavazatjog.                                                                              |
| 1913 | Alaszkai Terület                                        | Általános szavazatjog.                                                                              |
| 1913 | Norvégia                                                | Általános szavazatjog.                                                                              |
| 1914 | Montana                                                 | Általános szavazatjog.                                                                              |
| 1914 | Nevada                                                  | Általános szavazatjog.                                                                              |
| 1915 | Dánia és Izland                                         | Általános szavazatjog.                                                                              |
| 1916 | Manitoba                                                | Általános szavazatjog.                                                                              |
| 1916 | Saskatchewan                                            | Általános szavazatjog.                                                                              |
| 1916 | Alberta                                                 | Általános szavazatjog.                                                                              |
| 1917 | New York                                                | Általános szavazatjog.                                                                              |
| 1917 | Belarusz Népköztársaság                                 | Általános szavazatjog.                                                                              |
| 1917 | Észtország                                              | Általános szavazatjog.                                                                              |
| 1917 | Lettország                                              | Általános szavazatjog.                                                                              |
| 1917 | Litvánia                                                | Általános szavazatjog.                                                                              |
| 1917 | Brit Columbia                                           | Általános szavazatjog.                                                                              |
| 1917 | Ontario                                                 | Általános szavazatjog.                                                                              |
| 1917 | Kanada                                                  | Csak háborús özvegyek, tengerentúli szolgáló nők, és nők, akiknek családja tengeren túl szolgál.    |
| 1917 | Orosz Köztársaság                                       | Általános szavazatjog.                                                                              |
| 1917 | Ukrán Népköztársaság                                    | Általános szavazatjog.                                                                              |
| 1917 | Uruguay                                                 | Általános szavazatjog.                                                                              |
| 1917 | Krími Népköztársaság                                    | Általános szavazatjog.                                                                              |
| 1917 | Hollandia                                               | Általános szavazatjog.                                                                              |
| 1918 | Bánság, Bácska és Baranya                               | 20 évnél idősebb nők (1922-ig).                                                                     |
| 1918 | Grúz Demokratikus Köztársaság                           | Általános szavazatjog.                                                                              |
| 1918 | Michigan                                                | Általános szavazatjog.                                                                              |
| 1918 | Dél-Dakota                                              | Általános szavazatjog.                                                                              |
| 1918 | Oklahoma                                                | Általános szavazatjog.                                                                              |
| 1918 | Ausztria                                                | Általános szavazatjog.                                                                              |
| 1918 | Azerbajdzsáni Demokratikus Köztársaság                  | Általános szavazatjog.                                                                              |
| 1918 | Kanada                                                  | Kanadában született és legalább 21 éves nők, akik ingatlantulajdonosok is.                          |
| 1918 | Új-Skócia                                               | Általános szavazatjog.                                                                              |
| 1918 | Németország                                             | Általános szavazatjog.                                                                              |
| 1918 | Magyar Népköztársaság                                   | Csak írástudó nők, 24 év fölött.                                                                    |
| 1918 | Lengyelország                                           | Általános szavazatjog.                                                                              |
| 1918 | Oroszországi Szovjet Szövetségi Szocialista Köztársaság | Általános szavazatjog.                                                                              |
| 1918 | Kirgiz Szovjet Szocialista Köztársaság                  | Általános szavazatjog.                                                                              |
| 1918 | Trinidad és Tobago                                      | Ingatlantulajdonos és legalább 30 éves nők.                                                         |
| 1918 | Nagy-Britannia és Írország Egyesült Királysága          | Csak 30 év feletti nők, egyes ingatlannal kapcsolatos korlátozásokkal.                              |
| 1918 | Svédország                                              | Városi és önkormányzati választásokon.                                                              |
| 1919 | Első Örmény Köztársaság                                 | Általános szavazatjog.                                                                              |
| 1919 | Belgium                                                 | Csak önkormányzati választásokon                                                                    |
| 1919 | Grúzia                                                  | Általános szavazatjog.                                                                              |
| 1919 | Magyarországi Tanácsköztársaság                         | Csak szakszervezeti tagok.                                                                          |
| 1919 | Man sziget                                              | Általános szavazatjog.                                                                              |
| 1919 | Jamaica                                                 | Legalább 25 évesek, akik legalább 50 fontot keresnek vagy legalább 2 font adót fizetnek évente.     |
| 1919 | Csehszlovákia                                           | Csak önkormányzati választásokon.                                                                   |
| 1919 | Luxemburg                                               | Általános szavazatjog.                                                                              |
| 1919 | Új-Brunswick                                            | Általános szavazatjog.                                                                              |
| 1919 | Minnesota                                               | Általános szavazatjog.                                                                              |
| 1919 | Dél-Rhodézia                                            | Általános szavazatjog.                                                                              |
| 1919 | Man sziget                                              | Általános szavazatjog.                                                                              |
| 1919 | Svédország                                              | Általános szavazatjog.                                                                              |
| 1920 | Albánia                                                 | Általános szavazatjog.                                                                              |
| 1920 | Csehszlovákia                                           | Általános szavazatjog.                                                                              |
| 1920 | Thiruvithamkoor                                         | Általános szavazatjog.                                                                              |
| 1920 | Jhalawar                                                | Általános szavazatjog.                                                                              |
| 1920 | Amerikai Egyesült Államok                               | Általános szavazatjog fehér nőknek.                                                                 |
| 1921 | Azerbajdzsáni Szovjet Szocialista Köztársaság           | Általános szavazatjog.                                                                              |
| 1921 | Madrász                                                 | Bevételi és ingatlantulajdoni korlátozásokkal.                                                      |
| 1921 | Mumbai                                                  | Bevételi és ingatlantulajdoni korlátozásokkal.                                                      |
| 1921 | Közép-amerikai Szövetségi Köztársaság                   | Legalább 21 éves házasodott vagy özvegy írástudó nők, vagy legalább 25 éves, de nem házasodott nők. |
| 1922 | Burma                                                   | Korlátozott szavazatjog.                                                                            |
| 1922 | Ír Szabadállam                                          | Általános szavazatjog.                                                                              |
| 1922 | Maiszúri Királyság                                      | Általános szavazatjog.                                                                              |
| 1922 | Prince Edward-sziget                                    | Általános szavazatjog.                                                                              |
| 1922 | Yucatán                                                 | Regionális és kongresszusi választások.                                                             |
| 1923 | Agra és Oudh                                            | Korlátozott szavazatjog.                                                                            |
| 1923 | Rádzskot                                                | Általános szavazatjog.                                                                              |
| 1924 | Asszám                                                  | Bevételi és ingatlantulajdoni korlátozásokkal.                                                      |
| 1924 | Ecuador                                                 | Általános szavazatjog.                                                                              |
| 1924 | Kazah Szovjet Szocialista Köztársaság                   | Általános szavazatjog.                                                                              |
| 1924 | Kocsín Királyság                                        | Általános szavazatjog.                                                                              |
| 1924 | Mongólia                                                | A választási rendszer kialakításával.                                                               |
| 1924 | Saint Lucia                                             | Általános szavazatjog.                                                                              |
| 1924 | Spanyolország                                           | Általános szavazatjog.                                                                              |
| 1924 | Tádzsik Szovjet Szocialista Köztársaság                 | Általános szavazatjog.                                                                              |
| 1925 | Bengália                                                | Korlátozott szavazatjog.                                                                            |
| 1925 | Új-Fundland                                             | Legalább 25 éves nők.                                                                               |
| 1925 | Olaszország                                             | Csak helyi választásokon.                                                                           |
| 1926 | Pandzsáb                                                | Korlátozott szavazatjog.                                                                            |
| 1927 | Türkmén Szovjet Szocialista Köztársaság                 | Általános szavazatjog.                                                                              |
| 1927 | Uruguay                                                 | Általános szavazatjog.                                                                              |
| 1928 | Egyesült Királyság                                      | Általános szavazatjog.                                                                              |
| 1928 | Trinidad és Tobago                                      | Legalább 21 éves nők.                                                                               |
| 1929 | Bihár és Orisza                                         | Korlátozott szavazatjog.                                                                            |
| 1929 | Puerto Rico                                             | Írástudó nők.                                                                                       |
| 1929 | Románia                                                 | Csak helyi választásokon, korlátozásokkal.                                                          |
| 1930 | Dél-afrikai Köztársaság                                 | Csak fehér nők.                                                                                     |
| 1930 | Törökország                                             | Csak helyi választásokon.                                                                           |
| 1931 | Ceylon                                                  | Általános szavazatjog.                                                                              |
| 1931 | Chile                                                   | Csak helyi választásokon és csak ingatlantulajdonosok.                                              |
| 1931 | Portugália                                              | Oktatástól függően.                                                                                 |
| 1931 | Spanyolország                                           | Általános szavazatjog.                                                                              |
| 1932 | Brazília                                                | Általános szavazatjog.                                                                              |
| 1932 | Maldív-szigetek                                         | Általános szavazatjog.                                                                              |
| 1932 | Thaiföld                                                | Általános szavazatjog.                                                                              |
| 1934 | Chile                                                   | Csak helyi választásokon.                                                                           |
| 1934 | Kuba                                                    | Általános szavazatjog.                                                                              |
| 1934 | Portugália                                              | Bővített szavazójogok.                                                                              |
| 1934 | Tabasco                                                 | Csak helyi és kongresszusi választásokon.                                                           |
| 1934 | Törökország                                             | Általános szavazatjog.                                                                              |
| 1935 | Brit India                                              | Általános szavazatjog.                                                                              |
| 1935 | Burma                                                   | Általános szavazatjog.                                                                              |
| 1935 | Ír Szabadállam                                          | Általános szavazatjog.                                                                              |
| 1935 | Puerto Rico                                             | Általános szavazatjog.                                                                              |
| 1937 | Bulgária                                                | Csak anyák, csak helyi választásokon.                                                               |
| 1937 | Holland Kelet-India                                     | Csak európai nők.                                                                                   |
| 1937 | Fülöp-szigetek                                          | Általános szavazatjog.                                                                              |
| 1938 | Bolívia                                                 | Általános szavazatjog.                                                                              |
| 1938 | Üzbég Szovjet Szocialista Köztársaság                   | Általános szavazatjog.                                                                              |
| 1938 | Nyugat-Szamoa                                           | Csak európai nők.                                                                                   |
| 1939 | Salvador                                                | Csak írástudó és idősebb nők.                                                                       |
| 1939 | Románia                                                 | Egyenlő, korlátozott szavazójog férfiakkal, bár korlátozások jobban befolyásolják a nők jogait.     |
| 1939 | Délnyugat-Afrika                                        | Csak fehér nők.                                                                                     |
| 1940 | Québec                                                  | Általános szavazatjog.                                                                              |
| 1940 | Moldavai Szovjet Szocialista Köztársaság                | Általános szavazatjog.                                                                              |
| 1941 | Panama                                                  | Korlátozott szavazatjog.                                                                            |
| 1942 | Dominikai Köztársaság                                   | Általános szavazatjog.                                                                              |
| 1944 | Bulgária                                                | Általános szavazatjog.                                                                              |
| 1944 | Bermuda                                                 | Csak ingatlantulajdonosok.                                                                          |
| 1945 | Franciaország                                           | Általános szavazatjog.                                                                              |
| 1945 | Holland Kelet-India                                     | Általános szavazatjog.                                                                              |
| 1945 | Guatemala                                               | Csak írástudók.                                                                                     |
| 1945 | Olaszország                                             | Általános szavazatjog.                                                                              |
| 1945 | Japán                                                   | Általános szavazatjog.                                                                              |
| 1945 | Szenegál                                                | Általános szavazatjog.                                                                              |
| 1945 | Francia Togo                                            | Általános szavazatjog.                                                                              |
| 1945 | Jugoszlávia                                             | Általános szavazatjog.                                                                              |
| 1945 | Magyar Királyság                                        | Általános szavazatjog.                                                                              |
| 1946 | Kamerun                                                 | Általános szavazatjog.                                                                              |
| 1946 | Francia Szomáliföld                                     | Általános szavazatjog.                                                                              |
| 1946 | Kenya                                                   | Általános szavazatjog.                                                                              |
| 1946 | Észak-Korea                                             | Általános szavazatjog.                                                                              |
| 1946 | Libéria                                                 | Csak americo nők.                                                                                   |
| 1946 | Palesztinai brit mandátum                               | Általános szavazatjog.                                                                              |
| 1946 | Portugália                                              | Bővített szavazójogok.                                                                              |
| 1946 | Románia                                                 | Általános szavazatjog.                                                                              |
| 1946 | Venezuela                                               | Általános szavazatjog.                                                                              |
| 1946 | Vietnám                                                 | Általános szavazatjog.                                                                              |
| 1946 | Új-Fundland                                             | Általános szavazatjog.                                                                              |
| 1946 | Panama                                                  | Általános szavazatjog.                                                                              |
| 1947 | Argentína                                               | Általános szavazatjog.                                                                              |
| 1947 | Kínai Köztársaság                                       | Korlátozott szavazatjog.                                                                            |
| 1947 | Málta                                                   | Általános szavazatjog.                                                                              |
| 1947 | Mexikó                                                  | Csak önkormányzati választásokon.                                                                   |
| 1947 | India                                                   | Általános szavazatjog az ország alapításával.                                                       |
| 1947 | Nepál                                                   | Általános szavazatjog.                                                                              |
| 1947 | Pakisztán                                               | Általános szavazatjog az ország alapításával.                                                       |
| 1947 | Szingapúr                                               | Általános szavazatjog.                                                                              |
| 1948 | Belgium                                                 | Általános szavazatjog.                                                                              |
| 1948 | Izrael                                                  | Általános szavazatjog az ország alapításával.                                                       |
| 1948 | Dél-Korea                                               | Általános szavazatjog.                                                                              |
| 1948 | Irak                                                    | Általános szavazatjog.                                                                              |
| 1948 | Niger                                                   | Általános szavazatjog.                                                                              |
| 1948 | Holland Suriname                                        | Általános szavazatjog.                                                                              |
| 1948 | Seychelle-szigetek                                      | Általános szavazatjog.                                                                              |
| 1949 | Chile                                                   | Általános szavazatjog.                                                                              |
| 1949 | Holland Antillák                                        | Általános szavazatjog.                                                                              |
| 1949 | Kínai Népköztársaság                                    | Általános szavazatjog az ország alapításával.                                                       |
| 1949 | Costa Rica                                              | Általános szavazatjog.                                                                              |
| 1949 | Szíria                                                  | Általános szavazatjog.                                                                              |
| 1950 | Barbados                                                | Általános szavazatjog.                                                                              |
| 1950 | Salvador                                                | Általános szavazatjog.                                                                              |
| 1950 | Haiti                                                   | Általános szavazatjog.                                                                              |
| 1951 | Antigua és Barbuda                                      | Általános szavazatjog.                                                                              |
| 1951 | Dominika                                                | Általános szavazatjog.                                                                              |
| 1951 | Grenada                                                 | Általános szavazatjog.                                                                              |
| 1951 | Saint Christopher-Nevis-Anguilla                        | Általános szavazatjog.                                                                              |
| 1951 | Saint Vincent és a Grenadine-szigetek                   | Általános szavazatjog.                                                                              |
| 1951 | Aranypart                                               | Általános szavazatjog.                                                                              |
| 1951 | Libéria                                                 | Általános szavazatjog.                                                                              |
| 1952 | Bolívia                                                 | Általános szavazatjog.                                                                              |
| 1952 | Elefántcsontpart                                        | Általános szavazatjog.                                                                              |
| 1952 | Görögország                                             | Általános szavazatjog.                                                                              |
| 1953 | Bhután                                                  | Általános szavazatjog.                                                                              |
| 1953 | Brit Guyana                                             | Általános szavazatjog.                                                                              |
| 1953 | Mexikó                                                  | Általános szavazatjog.                                                                              |
| 1954 | Brit Honduras                                           | Általános szavazatjog.                                                                              |
| 1955 | Kambodzsa                                               | Általános szavazatjog.                                                                              |
| 1955 | Etiópia                                                 | Általános szavazatjog.                                                                              |
| 1955 | Eritrea (Etiópia részeként)                             | Általános szavazatjog.                                                                              |
| 1955 | Indonézia                                               | Általános szavazatjog.                                                                              |
| 1955 | Honduras                                                | Általános szavazatjog.                                                                              |
| 1955 | Nicaragua                                               | Általános szavazatjog.                                                                              |
| 1955 | Peru                                                    | Általános szavazatjog.                                                                              |
| 1956 | Dahomey                                                 | Általános szavazatjog.                                                                              |
| 1956 | Comore-szigetek                                         | Általános szavazatjog.                                                                              |
| 1956 | Egyiptom                                                | Általános szavazatjog.                                                                              |
| 1956 | Gabon                                                   | Általános szavazatjog.                                                                              |
| 1956 | Mali                                                    | Általános szavazatjog.                                                                              |
| 1956 | Brit Szomáliföld                                        | Általános szavazatjog.                                                                              |
| 1956 | Brit Mauritius                                          | Általános szavazatjog.                                                                              |
| 1956 | Szomália                                                | Általános szavazatjog.                                                                              |
| 1957 | Kolumbia                                                | Általános szavazatjog.                                                                              |
| 1957 | Malájföld                                               | Általános szavazatjog.                                                                              |
| 1957 | Dél-Rhodézia                                            | Általános szavazatjog.                                                                              |
| 1957 | Libanon                                                 | Általános szavazatjog.                                                                              |
| 1958 | Felső-Volta                                             | Általános szavazatjog.                                                                              |
| 1958 | Csád                                                    | Általános szavazatjog.                                                                              |
| 1958 | Laosz                                                   | Általános szavazatjog.                                                                              |
| 1958 | Guinea                                                  | Általános szavazatjog.                                                                              |
| 1958 | Nigéria déli része                                      | Általános szavazatjog.                                                                              |
| 1959 | Brunei                                                  | Általános szavazatjog (1962-ben minden polgártól megvonva).                                         |
| 1959 | Vaud kanton                                             | Általános szavazatjog.                                                                              |
| 1959 | Neuchâtel kanton                                        | Általános szavazatjog.                                                                              |
| 1959 | Madagaszkár                                             | Általános szavazatjog.                                                                              |
| 1959 | San Marino                                              | Általános szavazatjog.                                                                              |
| 1959 | Tanganyika Terület                                      | Általános szavazatjog.                                                                              |
| 1959 | Tunézia                                                 | Általános szavazatjog.                                                                              |
| 1959 | Kajmán-szigetek                                         | Általános szavazatjog.                                                                              |
| 1960 | Ciprus                                                  | Általános szavazatjog.                                                                              |
| 1960 | Gambia                                                  | Általános szavazatjog.                                                                              |
| 1960 | Genf kanton                                             | Általános szavazatjog.                                                                              |
| 1960 | Tonga                                                   | Általános szavazatjog.                                                                              |
| 1961 | Burundi                                                 | Általános szavazatjog.                                                                              |
| 1961 | Mauritánia                                              | Általános szavazatjog.                                                                              |
| 1961 | Nyasaland                                               | Általános szavazatjog.                                                                              |
| 1961 | Paraguay                                                | Általános szavazatjog.                                                                              |
| 1961 | Ruanda                                                  | Általános szavazatjog.                                                                              |
| 1961 | Sierra Leone                                            | Általános szavazatjog.                                                                              |
| 1962 | Algéria                                                 | Általános szavazatjog.                                                                              |
| 1962 | Ausztrália                                              | Általános szavazatjog.                                                                              |
| 1962 | Bahama-szigetek                                         | Általános szavazatjog.                                                                              |
| 1962 | Monaco                                                  | Általános szavazatjog.                                                                              |
| 1962 | Uganda                                                  | Általános szavazatjog.                                                                              |
| 1962 | Észak-Rhodézia                                          | Általános szavazatjog.                                                                              |
| 1963 | Kongói Köztársaság                                      | Általános szavazatjog.                                                                              |
| 1963 | Egyenlítői-Guinea                                       | Általános szavazatjog.                                                                              |
| 1963 | Fidzsi-szigetek                                         | Általános szavazatjog.                                                                              |
| 1963 | Irán                                                    | Általános szavazatjog.                                                                              |
| 1963 | Kenya                                                   | Általános szavazatjog.                                                                              |
| 1963 | Marokkó                                                 | Általános szavazatjog.                                                                              |
| 1964 | Afganisztán                                             | Általános szavazatjog (1996-ig).                                                                    |
| 1964 | Líbia                                                   | Általános szavazatjog.                                                                              |
| 1964 | Pápua Terület                                           | Általános szavazatjog.                                                                              |
| 1964 | Szudán                                                  | Általános szavazatjog.                                                                              |
| 1965 | Amerikai Egyesült Államok                               | Általános szavazatjog.                                                                              |
| 1965 | Botswana                                                | Általános szavazatjog.                                                                              |
| 1965 | Lesotho                                                 | Általános szavazatjog.                                                                              |
| 1965 | Guatemala                                               | Általános szavazatjog.                                                                              |
| 1966 | Basel-Stadt kanton                                      | Általános szavazatjog.                                                                              |
| 1967 | Kongói Demokratikus Köztársaság                         | Általános szavazatjog.                                                                              |
| 1967 | Ecuador                                                 | Kötelező szavazás.                                                                                  |
| 1967 | Kiribati                                                | Általános szavazatjog.                                                                              |
| 1967 | Tuvalu                                                  | Általános szavazatjog.                                                                              |
| 1967 | Dél-Jemen                                               | Általános szavazatjog.                                                                              |
| 1968 | Basel-Landschaft kanton                                 | Általános szavazatjog.                                                                              |
| 1968 | Bermuda                                                 | Általános szavazatjog.                                                                              |
| 1968 | Nauru                                                   | Általános szavazatjog.                                                                              |
| 1968 | Portugália                                              | Bővített szavazatjog.                                                                               |
| 1968 | Szváziföld                                              | Általános szavazatjog.                                                                              |
| 1970 | Andorra                                                 | Általános szavazatjog.                                                                              |
| 1970 | Észak-Jemen                                             | Általános szavazatjog.                                                                              |
| 1971 | Svájc                                                   | Szövetségi választások.                                                                             |
| 1972 | Banglades                                               | Általános szavazatjog az ország függetlenségével.                                                   |
| 1973 | Bahrein                                                 | Általános szavazatjog.                                                                              |
| 1974 | Jordánia                                                | Általános szavazatjog.                                                                              |
| 1974 | Salamon-szigetek                                        | Általános szavazatjog.                                                                              |
| 1975 | Angola                                                  | Általános szavazatjog.                                                                              |
| 1975 | Mozambik                                                | Általános szavazatjog.                                                                              |
| 1975 | São Tomé és Príncipe                                    | Általános szavazatjog.                                                                              |
| 1975 | Vanuatu                                                 | Általános szavazatjog.                                                                              |
| 1975 | Zöld-foki Köztársaság                                   | Általános szavazatjog.                                                                              |
| 1976 | Timor Timur                                             | Általános szavazatjog.                                                                              |
| 1976 | Portugália                                              | Általános szavazatjog.                                                                              |
| 1977 | Bissau-Guinea                                           | Általános szavazatjog.                                                                              |
| 1978 | Marshall-szigetek                                       | Általános szavazatjog.                                                                              |
| 1978 | Nigéria északi része                                    | Általános szavazatjog.                                                                              |
| 1978 | Mikronézia                                              | Általános szavazatjog.                                                                              |
| 1978 | Palau                                                   | Általános szavazatjog.                                                                              |
| 1984 | Liechtenstein                                           | Általános szavazatjog.                                                                              |
| 1985 | Kuvait                                                  | Általános szavazatjog (1999-ig).                                                                    |
| 1986 | Közép-afrikai Köztársaság                               | Általános szavazatjog.                                                                              |
| 1989 | Namíbia                                                 | Általános szavazatjog.                                                                              |
| 1991 | Appenzell Innerrhoden kanton                            | Általános szavazatjog (a Svájci Legfelsőbb Bíróság döntése következtében).                          |
| 1991 | Nyugat-Szamoa                                           | Általános szavazatjog.                                                                              |
| 1997 | Eritrea                                                 | Általános szavazatjog.                                                                              |
| 1999 | Katar                                                   | Általános szavazatjog.                                                                              |
| 2001 | Afganisztán                                             | Általános szavazatjog (2021-ig).                                                                    |
| 2003 | Omán                                                    | Általános szavazatjog.                                                                              |
| 2005 | Kuvait                                                  | Általános szavazatjog.                                                                              |
| 2006 | Egyesült Arab Emírségek                                 | Korlátozott szavazatjog férfiaknak és nőknek is.                                                    |
| 2015 | Szaúd-Arábia                                            | Általános szavazatjog.                                                                              |
| 2021 | Afganisztán                                             | Korlátozott szavazatjog.                                                                            |

## Fordítás
- Ez a szócikk részben vagy egészben  a   Women's suffrage című angol Wikipédia-szócikk ezen változatának fordításán alapul.  Az eredeti cikk szerkesztőit annak laptörténete sorolja fel. Ez a jelzés csupán a megfogalmazás eredetét és a szerzői jogokat jelzi, nem szolgál a cikkben szereplő információk forrásmegjelöléseként.
- Ez a szócikk részben vagy egészben  a   Timeline of women's suffrage című angol Wikipédia-szócikk ezen változatának fordításán alapul.  Az eredeti cikk szerkesztőit annak laptörténete sorolja fel. Ez a jelzés csupán a megfogalmazás eredetét és a szerzői jogokat jelzi, nem szolgál a cikkben szereplő információk forrásmegjelöléseként.